# Цілинне (Цілинний район)
Ціли́нне (рос. Целинное) — село, центр Цілинного району Алтайського краю, Росія. Адміністративний центр та єдиний населений пункт Цілинної сільської ради.

## Населення
Населення — 5276 осіб (2010; 5882 у 2002).
Національний склад (станом на 2002 рік):
- росіяни — 96 %